# Cerdic-ház
A Cerdic-ház (vagy Wessex-ház) egy ősi angolszász dinasztia, tagjai 519-től 973-ig – a hét angolszász királyság egyikét képező – Wessex, ezután Anglia királyaiként uralkodtak 1066-ig.
Megalapítója a források szerint a legendás Cerdic, aki az angolszász törzsek vezéreként 494-ben szállt partra Dél-Angliában. Az őshonos kelta britek elleni harcai után, 519-ben létrehozta Wessexben az angolszászok királyságát. Halála után fia, Cynric, majd 560-ban unokája, Ceawlin lépett a trónra. Leszármazottaik a 10. századtól már egységes királyságot uralhattak (kivéve az 1013–1014 és az 1016–1042 közti éveket). Az utolsó Cerdic Hitvalló Eduárd volt.